# Asiatische Landschildkröten
Die Asiatischen Landschildkröten (Indotestudo) sind eine Gattung der Halsberger-Schildkröten und gehören zur Familie der Landschildkröten.

## Verbreitungsgebiet
Das Verbreitungsgebiet dieser Gattung ist der Südosten Asien. Die Art Indotestudo forstenii kommt in Nord- und Zentral-Sulawesi vor. Die Travancore-Landschildkröte (Indotestudo travancorica) ist im Südwesten Indiens beheimatet. Es handelt sich um eine sehr seltene Art, die in Indien streng geschützt ist. Das größte Verbreitungsgebiet hat die dritte zu dieser Gattung gehörende Art, die Gelbkopfschildkröte (Indotestudo elongata). Sie kommt im Norden Indiens sowie im Süden Nepals vor. Ihr Verbreitungsgebiet erstreckt sich außerdem über Bangladesch, Myanmar, Thailand, Kambodscha, Vietnam und Laos bis in die chinesischen Provinzen Guangxi und Yunnan.

## Lebensraum und Lebensweise
Der Lebensraum dieser drei Arten ist sehr vielfältig. Er reicht von Trockenwäldern bis zu den Randgebieten von Regenwäldern. Charakteristisch für die Arten ein länglicher und starrer Panzer, der helle Areolen aufweist. Alle drei Arten sehen sich sehr ähnlich. Gewöhnlich wird die Gelbkopfschildkröte von den beiden anderen Arten durch das bei dieser Art vorhandene Nackenschild unterschieden, das bei den anderen beiden Arten im Allgemeinen fehlt. Ein geeigneteres Unterscheidungsmerkmal stellen nach Ansicht einiger Schildkrötenexperten die Farbmarkierungen auf der Bauchseite da, die bei Indotestudo forstenii deutlich mittiger sind.
Ungewöhnlich ist, dass die Art Indotestudo forstenii nur ein Ei legt. Das kommt nur bei wenigen Schildkrötenarten vor. Das Gelege der Gelbkopfschildkröte dagegen besteht normalerweise aus zwei bis sechs Eiern. Die Jungtiere schlüpfen bei dieser Art nach etwa 108 bis 180 Tagen.

## Arten
- Gelbkopfschildkröte (Indotestudo elongata (Blyth, 1854))
- Forstens Landschildkröte (Indotestudo forstenii (Schlegel & Müller, 1845))
- Travancore-Landschildkröte (Indotestudo travancorica (Boulenger, 1907))